# Светске атлетске игре у дворани 1985 — 200 метара за жене
Трка на 200 метара у женској конкуренцији на 1. Светским атлетским играма у дворани 1985. одржана је 18. јануара у Паризу Француска.

## Земље учеснице
Учествовало је 8 такмичарки из 7 земаља.
1. Доминиканска Република (1)
2. Источна Немачка (1)
3. Мексико (1)
4. Нови Зеланд (1)
5. САД (1)
6. Турска (1)
7. Француска (2)

## Освајачи медаља
|                            |                               |                           |
| Марита Кох Источна Немачка | Мари-Кристин Казиер Француска | Ким Робертсон Нови Зеланд |

## Рекорди после завршених Светских атлетских игара 1985.
| Рекорди после завршених Светских атлетских игара 1985. | Рекорди после завршених Светских атлетских игара 1985. | Рекорди после завршених Светских атлетских игара 1985. | Рекорди после завршених Светских атлетских игара 1985. | Рекорди после завршених Светских атлетских игара 1985. |
| ------------------------------------------------------ | ------------------------------------------------------ | ------------------------------------------------------ | ------------------------------------------------------ | ------------------------------------------------------ |
| Океанијски рекорд                                      | Ким Робертсон, Нови Зеланд                             | 23,69                                                  | Париз, Француска                                       | 18. јануар 1985.                                       |

## Резултати

### Квалификације
Такмичарке су биле подељене у две групе. У финалу су се пласирале прве три из сваке групе (КВ).

| Место | Група | Стаза | Атлетичарка         | Земља                  | ЛР    | ЛРС | Резултат | Белешка |
| ----- | ----- | ----- | ------------------- | ---------------------- | ----- | --- | -------- | ------- |
| 1.    | 2     | 2     | Марита Кох          | Источна Немачка        | 22,39 |     | 23,53    | КВ      |
| 2.    | 2     | 1     | Мари-Кристин Казиер | Француска              |       |     | 23,74    | КВ, ЛР  |
| 3.    | 1     | 2     | Фабијен Фишер       | { Француска            |       |     | 23,86    | КВ, ЛР  |
| 4.    | 1     | 3     | Ким Робертсон       | Нови Зеланд            |       |     | 23,91    | КВ, ЛР  |
| 5.    | 1     | 4     | Мери Болден         | САД                    |       |     | 24,25    | КВ, ЛР  |
| 6.    | 2     | 4     | Семра Аксу          | Турска                 |       |     | 24,56    | КВ, ЛР  |
| 7.    | 2     | 3     | Алехандра Флорес    | Мексико                |       |     | 25,54    | НР, ЛР  |
| 8.    | 1     | 1     | Марија Баез         | Доминиканска Република |       |     | 26,47    | НР, ЛР  |

### Финале
| Место | Атлетичарка         | Земља           | Резултат | Белешка |
| ----- | ------------------- | --------------- | -------- | ------- |
|       | Марита Кох          | Источна Немачка | 23,09    | ЛРС     |
|       | Мари-Кристин Казиер | Француска       | 23,33    | НР, ЛР  |
|       | Ким Робертсон       | Нови Зеланд     | 23,69    | ОКР, ЛР |
| 4.    | Фабијен Фишер       | { Француска     | 23.75    | ЛР      |
| 5.    | Мери Болден         | САД             | 23,89    | ЛР      |
| 6.    | Семра Аксу          | Турска          | 24,97    |         |